# باشگاه ورزشی کورونی بویز
باشگاه ورزشی کورونی بویز یک باشگاه فوتبال از توتنس، سورینام است. این باشگاه با گذراندن دوره‌هایی در دسته اول و دوم، در حال حاضر در بخش‌های پایین‌تر فوتبال سورینام رقابت می‌کند.